# Igreja das Chagas do Seráfico Pai São Francisco
A Igreja das Chagas do Seráfico Pai São Francisco da Venerável Ordem Terceira de São Francisco da Penitência de São Paulo, usualmente conhecida como Igreja das Chagas do Seráfico Pai São Francisco, é uma igreja colonial localizada no Largo de São Francisco, no Centro Histórico de São Paulo, Brasil, que juntamente à Igreja de São Francisco, é uma construção de enorme importância dentro do quadro urbanístico da antiga São Paulo de Piratininga.
O edifício, inaugurado pela Venerável Ordem Terceira de São Francisco da Penitência em 1787, é o único exemplar arquitetônico remanescente do século XVIII no núcleo urbano da cidade de São Paulo, e por isso, a construção é considerada um importante documento histórico-arquitetônico para a a leitura e análise da cidade de São Paulo durante o período colonial.
Assim como o exterior da Igreja da Ordem 3° do Carmo, a fachada da igreja fora construída pelo arquiteto afro-brasileiro Joaquim Pinto de Oliveira, conhecido como "mulato Tebas", nascido escravo em Santos.

## História

### Período colonial
A Igreja das Chagas do Seráfico Pai São Francisco surge no período colonial, em que a Vila de São Paulo de Piratininga era pouco povoada e a atividade econômica da vila estava ligada ao comércio de exportação, comércio escravocrata e à agricultura de subsistência. As relações sociais se delimitavam aos laços de parentesco, ocupações e bens sociais.
Para compreender o aspecto religioso, é necessário lembrar o caráter fundamentalmente católico da colonização do país, um aspecto muito importante para a formação da identidade cultural do brasileiro, uma vez que este esteve sob as funções da Igreja, através das atividades do clero, das ordens religiosas, irmandades e ordens terceiras, em ocupar, educar, catequizar e prestar assistência social à população.

### Ordem Terceira
A expansão das Ordens Franciscanas pelo Brasil, do nordeste ao sul do país, se iniciou no período entre 1624 a 1654, a partir da invasão holandesa no país. A Ordem Terceira de São Francisco da Penitência estabelecera-se em São Paulo no ano de 1640, e pertencia à Ordem Primeira da Ordem Terceira Regular.

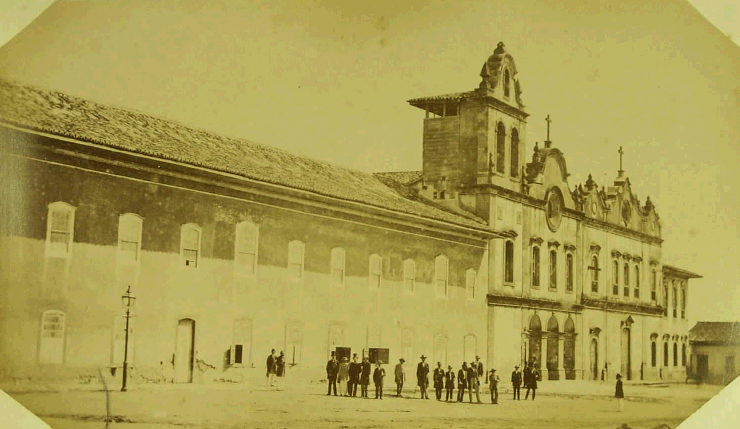
Convento (já convertido em faculdade) e Igrejas de São Francisco e das Chagas em 1862 (foto de Militão Augusto de Azevedo).

A Ordem Terceira em São Paulo estabeleceu-se como instituição ao longo do século XVIII, ao passo que a estrutura da sociedade transformava-se em função do ciclo de ouro. Neste período, os membros da Ordem Terceira eram formados, em sua maioria, por comerciantes e homens de negócios. Desde o começo, os chamados "homens bons", que ocupavam a direção de cargos públicos e faziam parte das famílias mais importantes da vila, se reuniam na igreja para comungar suas ideias e interesses. O Sistema social em que a São Paulo de Piratininga do século XVII se apresentava teve desde o início, seus aspectos religiosos ligados à obra dos jesuítas.

### Construção
Entre 1642 e 1647, os frades franciscanos instalados na vila de São Paulo do Piratininga construíram um convento e igreja na área mais tarde conhecida como Largo de São Francisco. Em 1676, os irmãos da Ordem Terceira de São Francisco, dirigidos à época por Frei João de São Francisco, iniciaram a construção de uma capela para a ordem no interior da igreja franciscana para atender às necessidades espirituais da população local. A capela funcionou como tal durante cerca de um século, até que os terceiros decidiram construir uma maior, não demolindo a capela já existente, mas construindo uma nova e atravessando-a. As obras de expansão da capela prosseguiram em 1964, e duraram décadas até que esta se tornasse uma igreja independente. Após diversas modificações, as obras da nova capela foram finalizadas em 1736, e esta era ligada à igreja conventual por um arco.

Em 1783, os frades do convento doaram aos terceiros o terreno ao redor da capela para sua ampliação. A capela de planta octogonal foi transformada em transepto da nova igreja, que passou a ter planta em forma de cruz com a fachada principal alinhada com a da igreja conventual. A Igreja das Chagas do Seráfico Pai São Francisco foi então inaugurada em 11 de setembro de 1787.

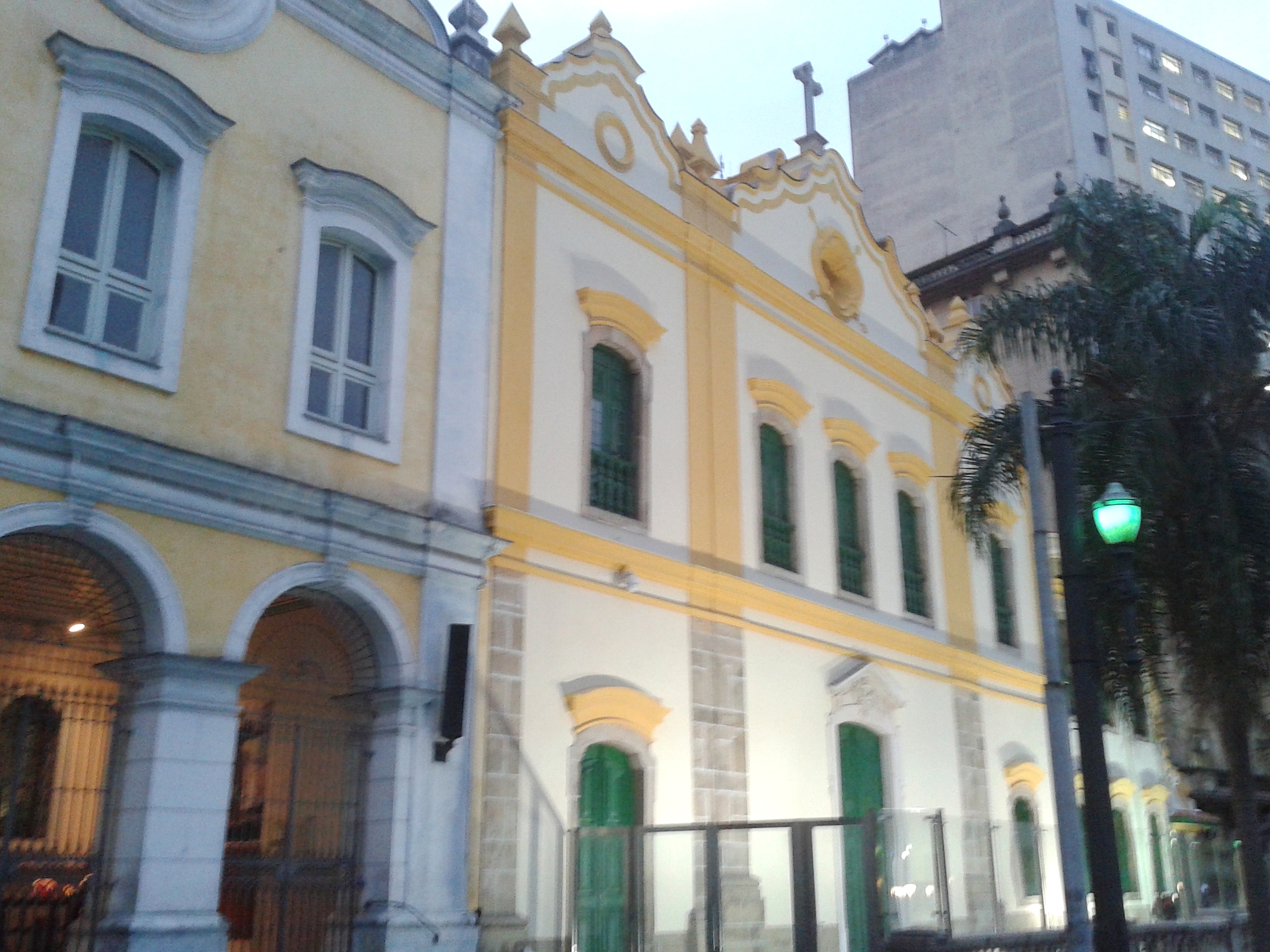
Fachada da Igreja das Chagas de São Paulo. Do lado esquerdo da imagem vê-se parte da fachada da Igreja de São Francisco.

As pinturas da cúpula e da capela datam da mesma época, e são obras de artistas como João Pereira da Silva, José Patrício da Silva Manso, um pintor conhecido como Quadros, além de outros artistas desconhecidos.

### Usos
Durante os séculos seguintes XIX e XX, a Igreja das Chagas do Seráfico Pai São Francisco manteve suas funções e tradições.  Como por exemplo, todos os dias 8 de cada mês, ocorrem missas de louvor a Santo Antonio de Categeró, cuja imagem vem sido venerada há mais de 300 anos nesta igreja. Além disso, é grande o número de devotos que frequentam a igreja diariamente.

## Características arquitetônicas
A construção da igreja data do final do século XVIII, composta predominantemente em taipa de pilão, com paredes de tijolo e de pau a pique executadas com pau de bambu.

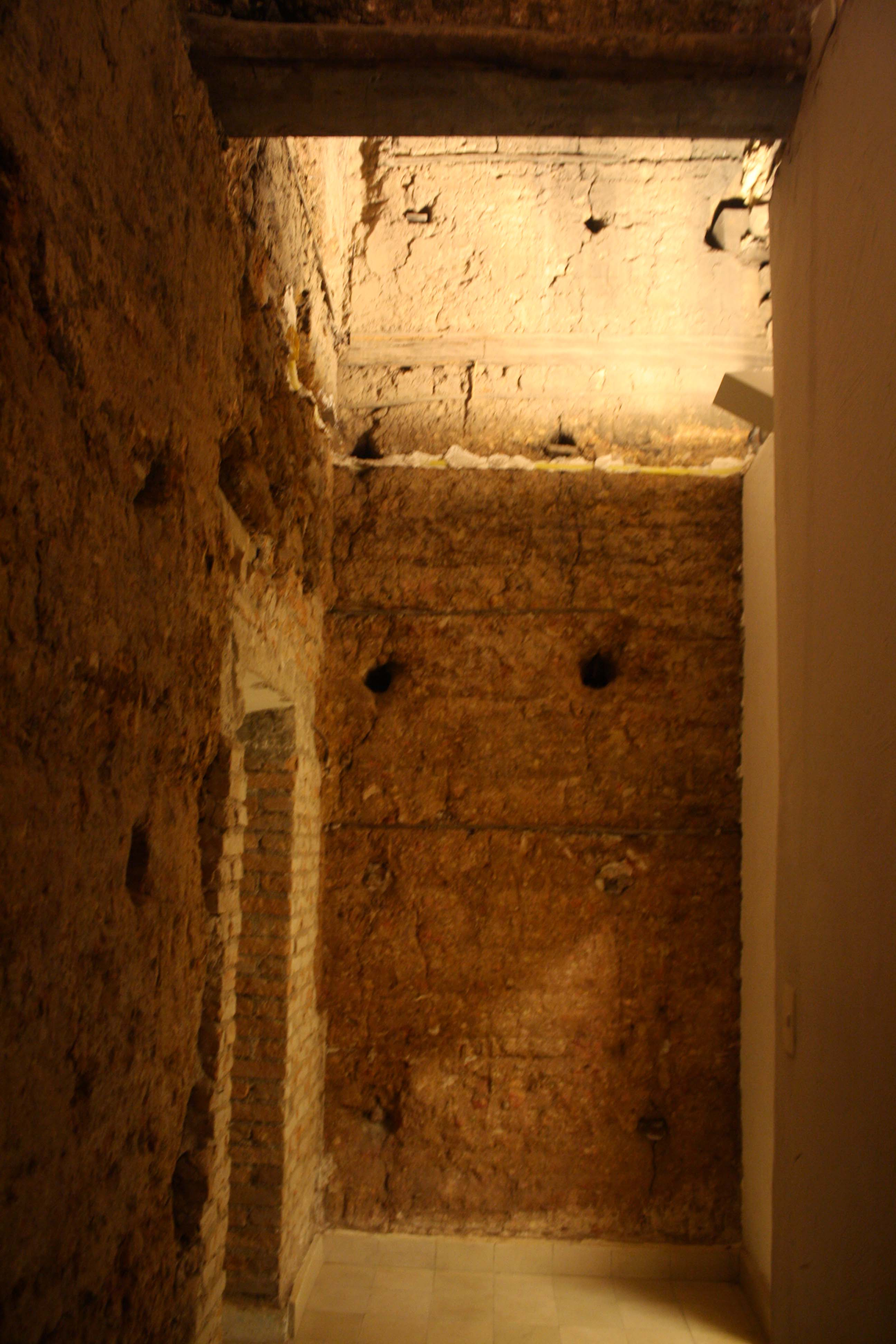
Detalhes da construção original, com a técnica de taipa de pilão e pau a pique.

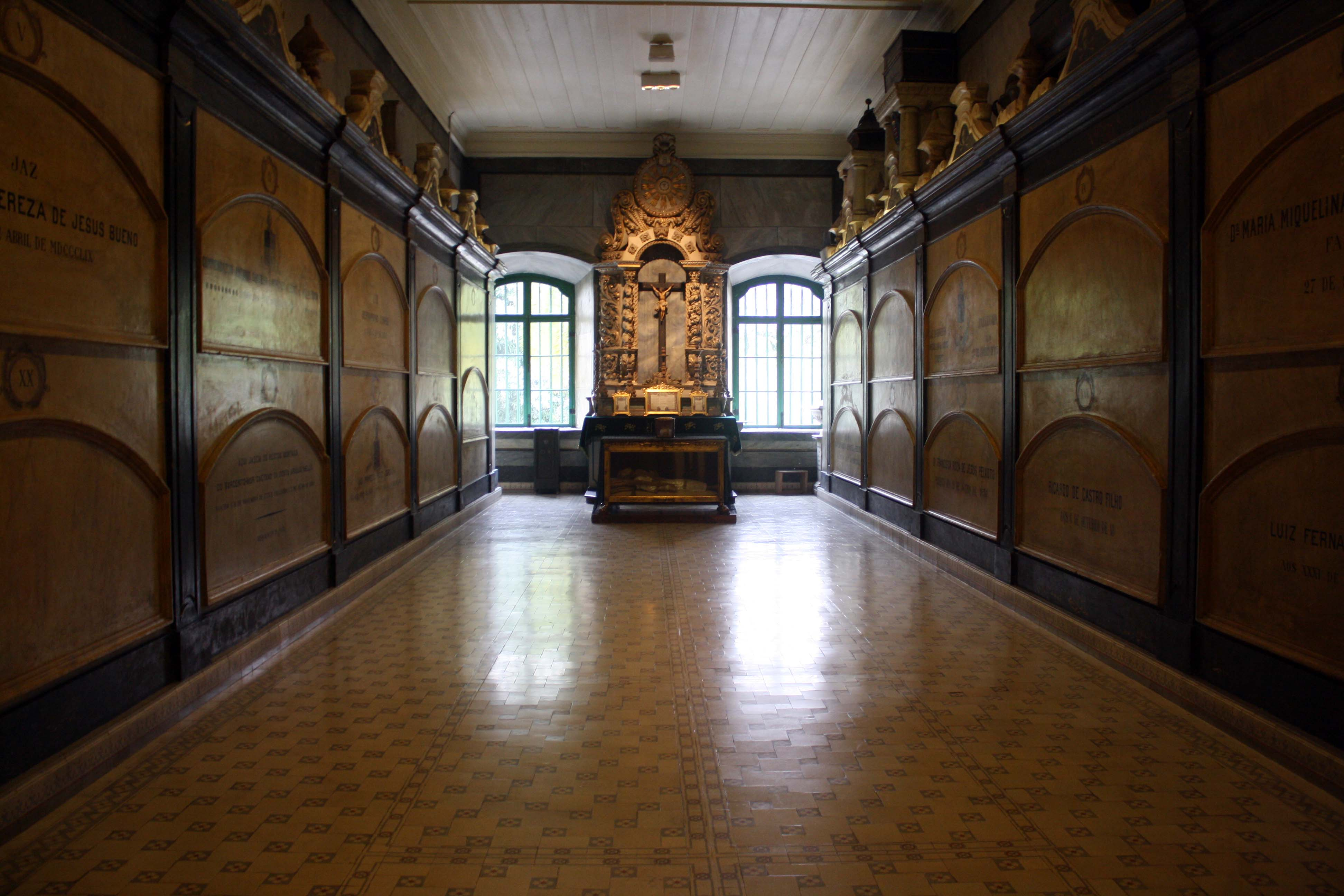
Jazigo localizado em uma das salas localizadas nas laterais as igrejas, no qual personalidades da época, como o Brigadeiro Rafael Tobias de Aguiar, estão enterrados.

A Igreja da Ordem Terceira foi, inicialmente, constituída por uma capela-mór, e recebeu ampliações à medida em que a irmandade de leigos se enriquecia.

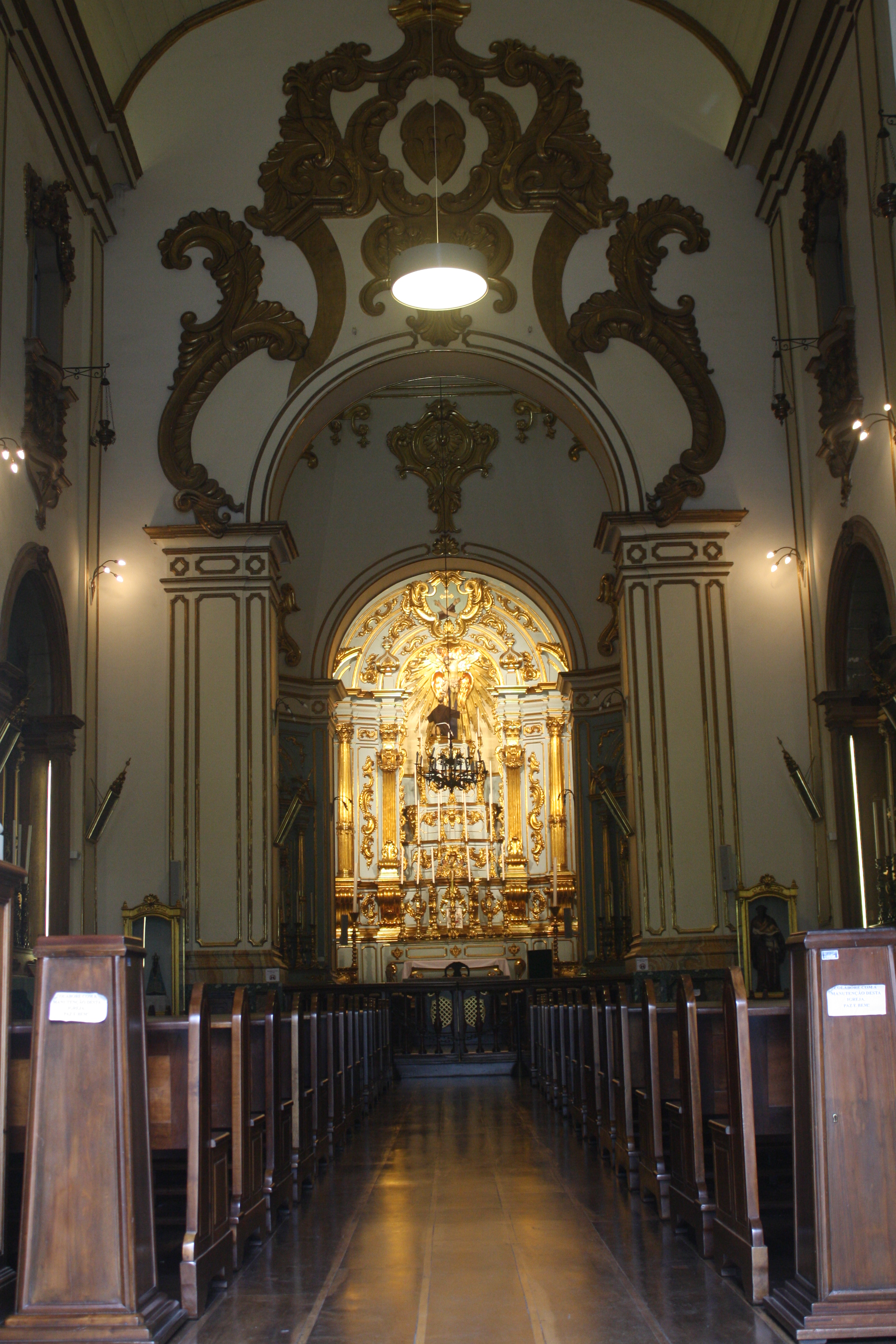
Visão frontal do interior da igreja, onde pode-se ver ao fundo, o altar.

No interior, a zona do transepto tem uma cúpula octogonal, decorada com pinturas do século XVIII e aberturas para a entrada de abundante luz. O transepto possui um altar dedicado a São Miguel e outro notável retábulo dedicado a Nossa Senhora da Conceição, realizado entre 1736 e 1740 pelo entalhador Luís Rodrigues Lisboa. Este último, de talha erudita em estilo joanino, possui anjos atlantes que sustentam colunas salomônicas, uma novidade na São Paulo da época. Além disso apresenta outras características do estilo, como anjos sentados sobre volutas e trono escalonado. Sobre o trono localizava-se um conjunto escultórico de São Francisco recebendo as chagas, que na reforma de fins do século XVIII passou a ocupar o novo retábulo-mor, realizado em estilo rococó por José de Oliveira Fernandes em 1791.
Além dos retábulos, o interior da igreja abriga o maior conjunto de pinturas de José Patrício da Silva Manso. No teto da nave as pinturas de 1790-91 representam São Francisco entregando a regra aos irmãos terceiros, enquanto que na capela-mor o teto foi decorado entre 1791-92 com pinturas representando São Francisco subindo aos céus num carro de fogo.
As pinturas da Capela foram executados por diversos artistas ao decorrer do século XVIII, como João Pereira da Silva, José Patrício da Silva Manso, um pintor conhecido como Quadros, além de outros artistas desconhecidos.

### Jazigo
A prática de enterrar grandes personalidades no interior das igrejas era muito comum até a inauguração do Cemitério da Consolação, em 1858. No jazigo localizado em uma das salas no interior da Igreja das Chagas do Seráfico Pai São Francisco, encontram-se os restos mortais de personalidades como o Brigadeiro Rafael Tobias de Aguiar, patrono do 1º Batalhão de Polícia de Choque Rondas Ostensivas Tobias de Aguiar (Rota), Genebra de Souza Queirós e Barão de Souza Queirós, Ana Blandina da Silva Prado e o Brigadeiro Luís Antônio.

## Significado histórico e cultural
A Igreja das Chagas do Seráfico Pai São Francisco é o único exemplar arquitetônico do século XVIII da antiga São Paulo de Piratininga, e por conta disto, é um importante documento histórico-arquitetônico para a leitura e análise da cidade de São Paulo durante o período colonial.

### Tombamento
O processo de tombamento número 00041/71, feito pelo Conselho de Defesa do Patrimônio Histórico, Arqueológico, Artístico e Turístico  (Condephaat), teve a abertura no dia 04 de setembro de 1971. O patrimônio foi devidamente tombado graças ao seu valor histórico, na resolução número 16, feita no dia 19 de abril de 1982, assim como consta no livro de tombamento:

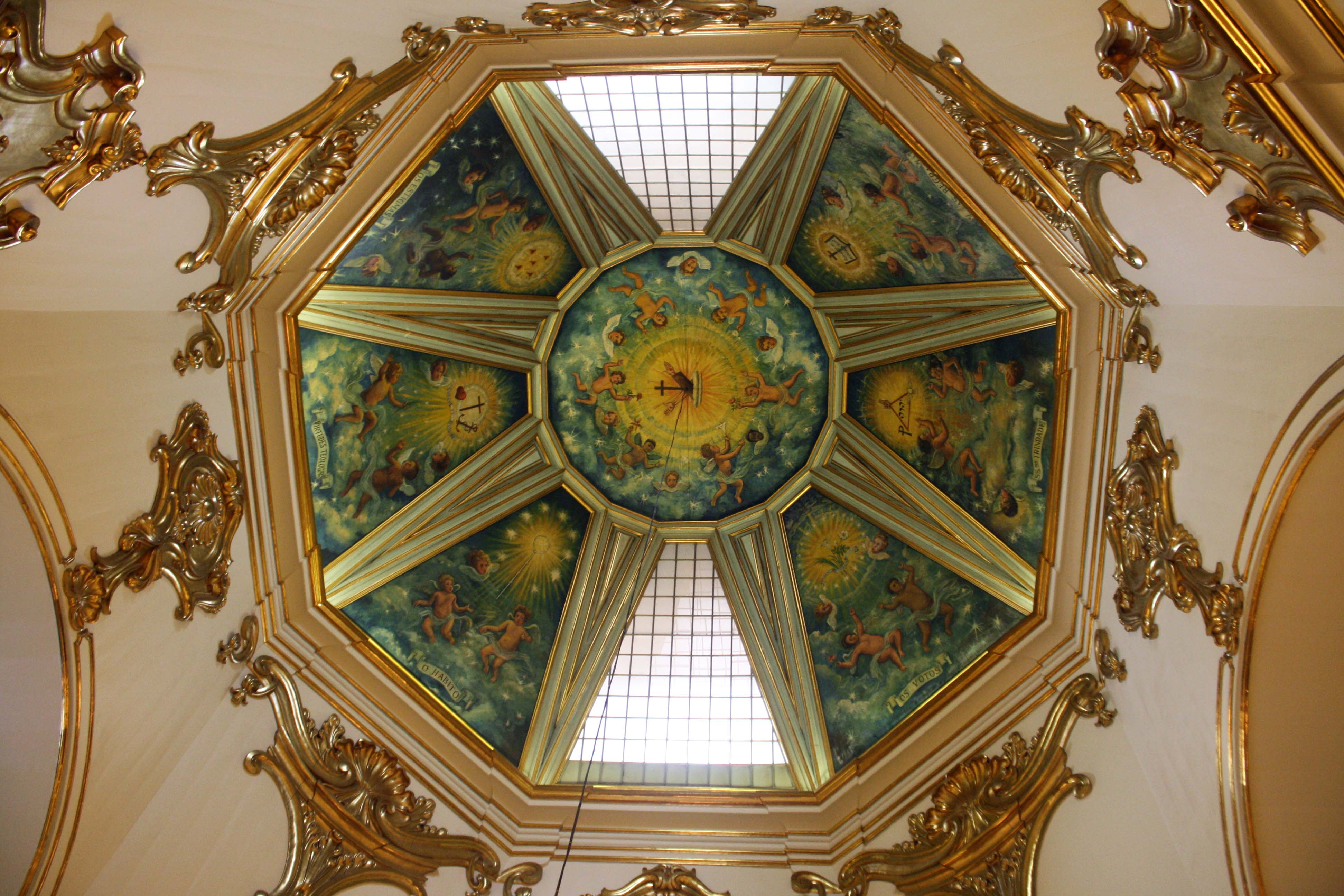
Cúpula da igreja com pinturas com as regras da Ordem.

"O CONDEPHAAT, ao efetuar o tombamento da Igreja das Chagas do Seráphico Pai São Francisco, procura atuar na preservação do quadro urbanístico da nossa cidade e valorização de nosso património cultural."

## Estado atual

### Restauro
Em 2007, a Igreja das Chagas do Seráfico Pai São Francisco foi fechada para restauro, feito por meio de convênio entre o Governo do Estado de São Paulo e a Mitra Arquidiocesana de São Paulo, também em parceria entre a Venerável Ordem Terceira de São Francisco da Penitência da Cidade de São Paulo, o Ministério da Cultura (por meio da Lei de Incentivo à Cultura), o Instituto de Cultura Democrática (ICD) e a Formarte. A igreja foi reaberta depois 7 anos, no dia 1º de junho de 2014, em cerimônia celebrada pelo Cardeal Dom Odilo Scherer, Arcebispo Metropolitano de São Paulo.

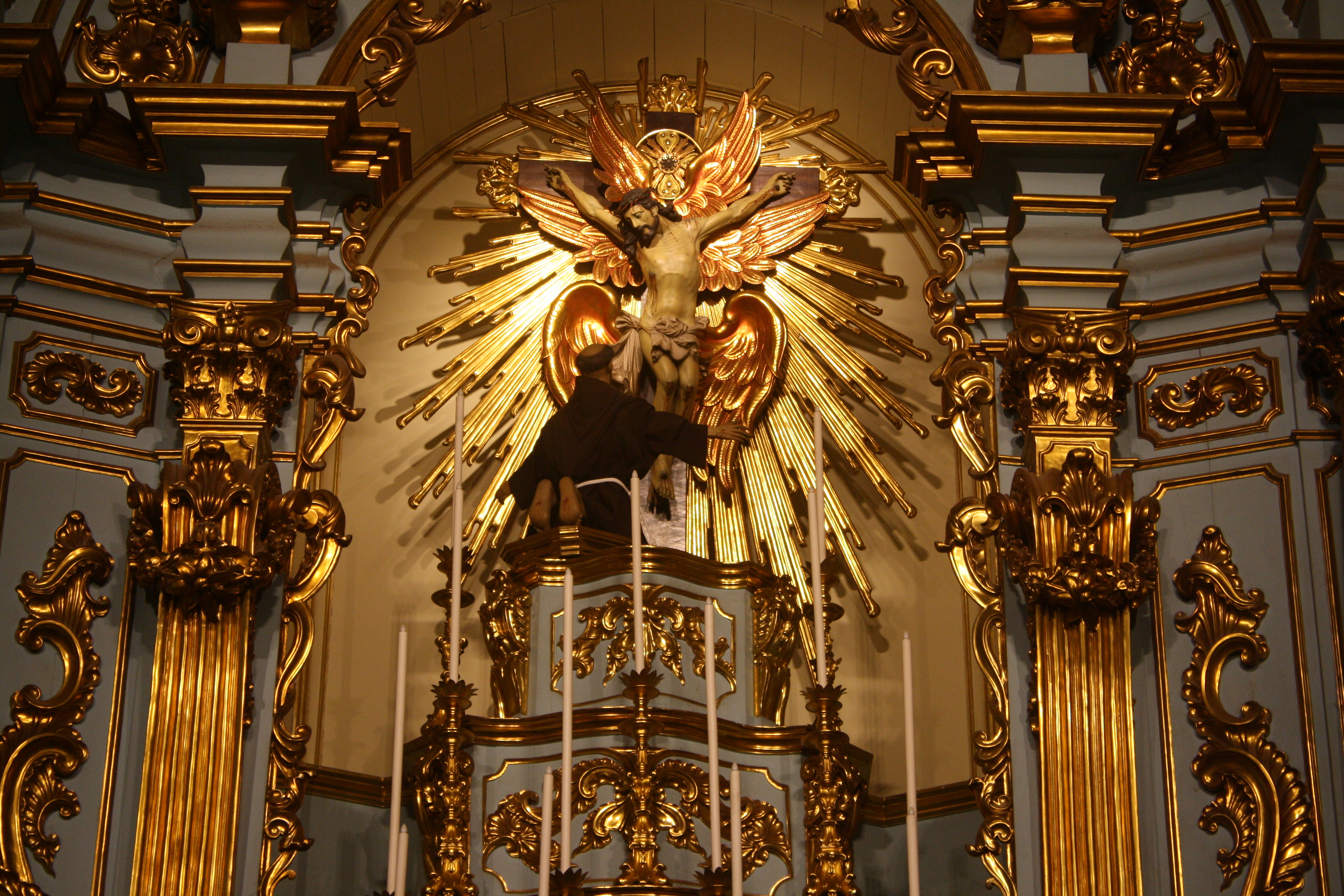
Escultura no altar principal, São Francisco recebendo as chagas de Cristo.

Na primeira fase do restauro, que teve início em 2010 com investimento de R$ 1,5 milhão captado via Lei de Incentivo à Cultura, a construção sofreu intervenções no telhado e nos pisos do pavimento superior, em que a estrutura original, de madeira, foi substituída por uma nova, de aço. Foram instaladas novas coberturas de vidro em dois locais: na galeria superior e no térreo. Em uma segunda fase, que custou R$7,2 milhões, liberados pelo governo estadual, pinturas decorativas, esquadrias e os revestimentos das paredes foram restaurados, além da recomposição estrutural e montagem dos altares, forros da Nave, da Capela-Mor, Sala do Jazigo e das Capelas de Nossa Senhora da Conceição e de São Miguel.
Outras intervenções de restauro incluíram escadas de madeira, coro, mobiliários de culto, o claustro nos fundos da igreja e vitrais, além de terem sido inseridos novos elementos, como escadas metálicas, bancos externos e uma cobertura de vidro no recuo lateral. Foram implantados um sistema de segurança patrimonial e acessibilidade em todo o edifício, como adaptação de banheiros, instalação de elevadores e sonorização do ambiente.
A fachada e e a proteção com fechamento em vidro foram restauradas pela Mitra Diocesana, com incentivo da Lei Rouanet e projeto aprovado pelo Conselho de Defesa do Patrimônio Histórico, Arqueológico, Artístico e Turístico (Condephaat). O restauro desta edificação trata-se de um dos mais relevantes da cidade e um dos poucos locais históricos da cidade a guardar sua estética original.

### Usos atuais
Missas ocorrem em todos os primeiros e terceiros domingos de cada mês. Além disso ocorrem missas de louvor a Santo Antônio de Categeró, cuja imagem vem sido venerada há mais de 300 anos nesta capela, em todos os dias 8 de cada mês; missas em honra a Santo Ivo em todos os dias 19 de cada mês, e em honra ao Sagrado Coração de Jesus, ocorrem missas na primeira sexta-feira de cada mês.
No primeiro semestre do ano de 2015, o Centro Cultural Banco do Brasil (CCBB) levou música clássica à Igreja das Chagas do Seráfico Pai São Francisco, em uma série de concertos intitulados Concertos CCBB de Música Clássica, que apresentavam um repertório eclético para que o público tivesse acesso a um panorama com diversas vertentes da música erudita.
Durante o período de restauros, foram encontrados diversos objetos da época, como telas, coleções de altares, joias e esculturas. Desta descoberta, surgiu o projeto Museológico, onde ocorrem nos ambientes laterais da igreja, exposições do acervo da irmandade, denominado Memorial da Arte Colonial Paulista.

## Galeria

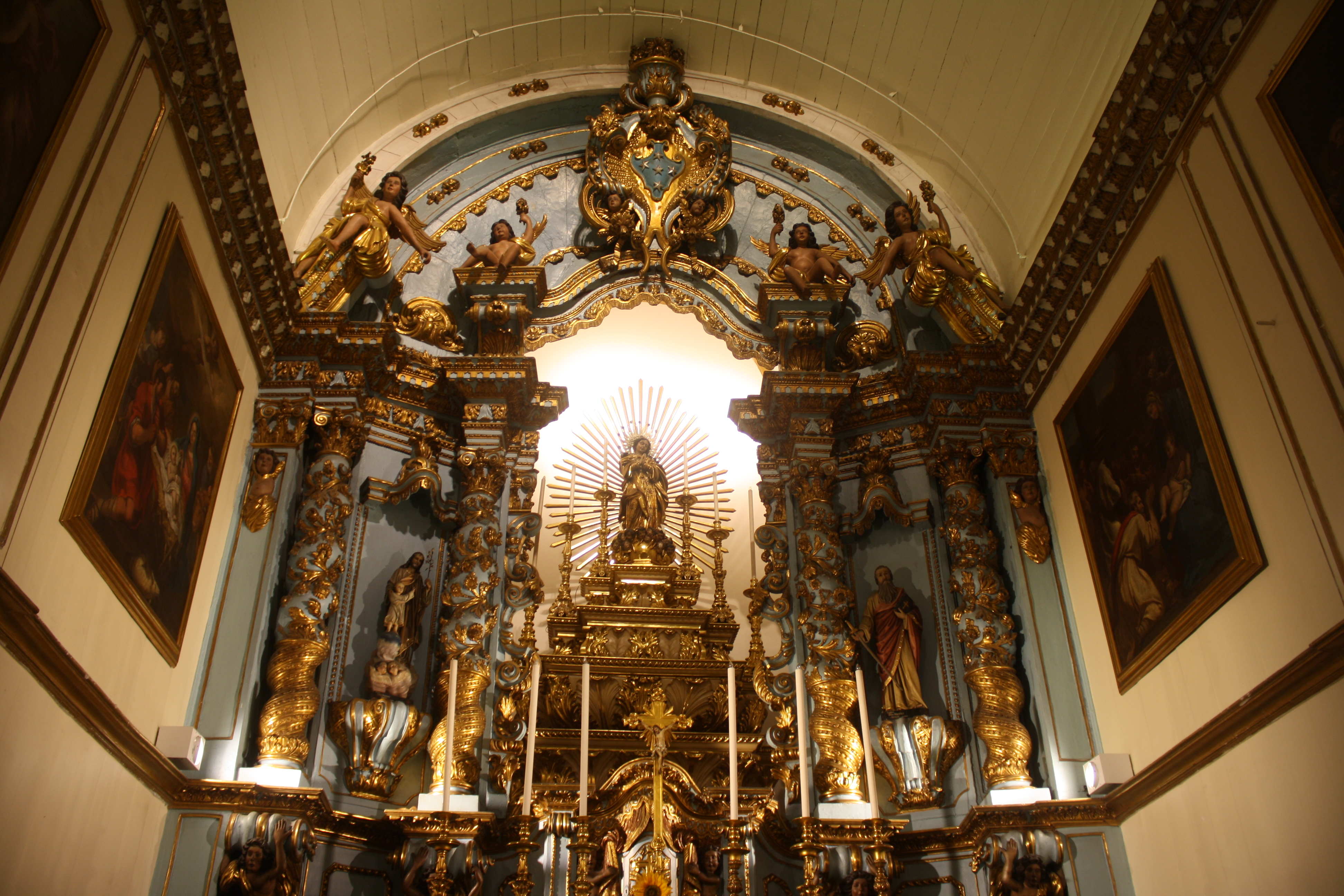
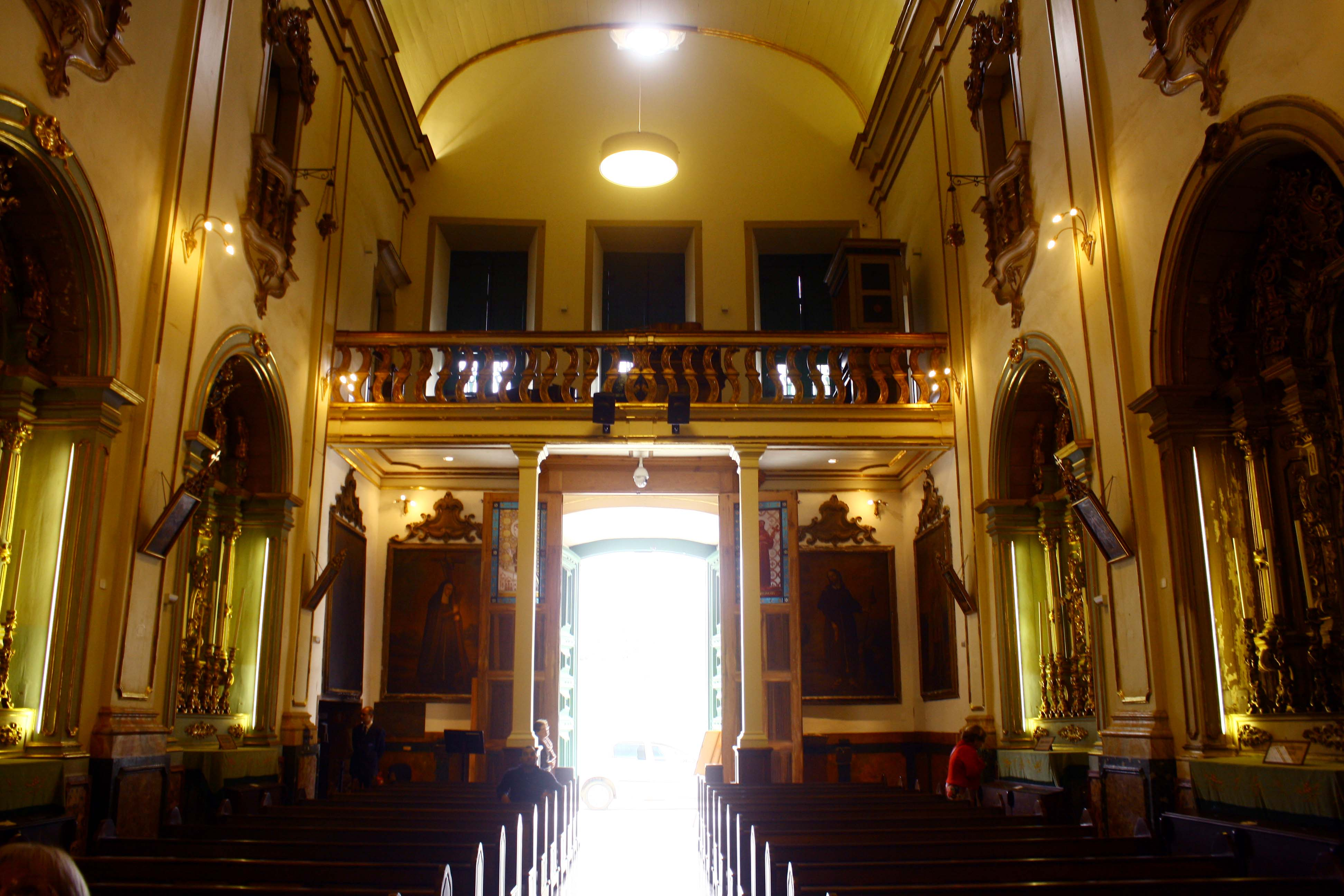
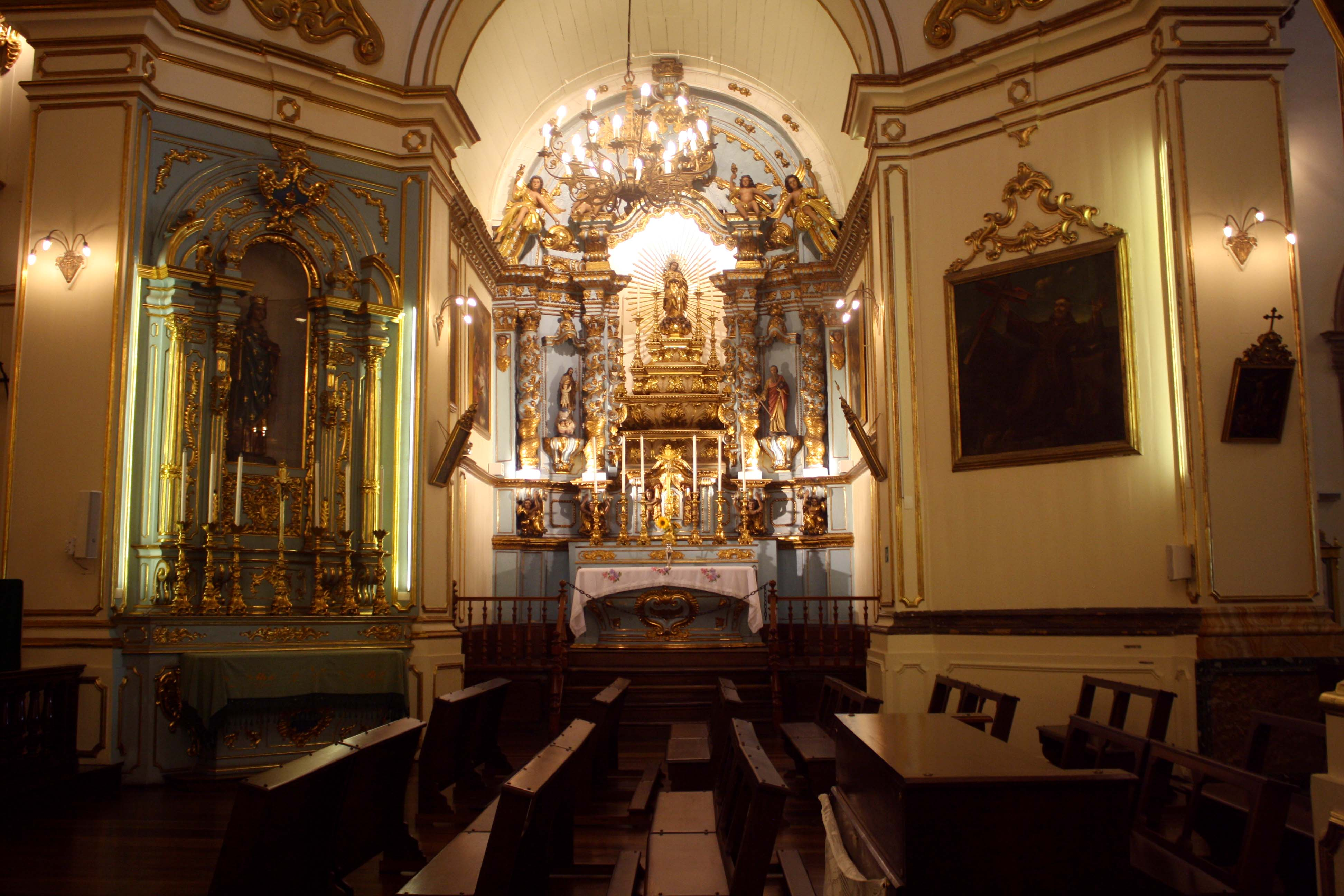
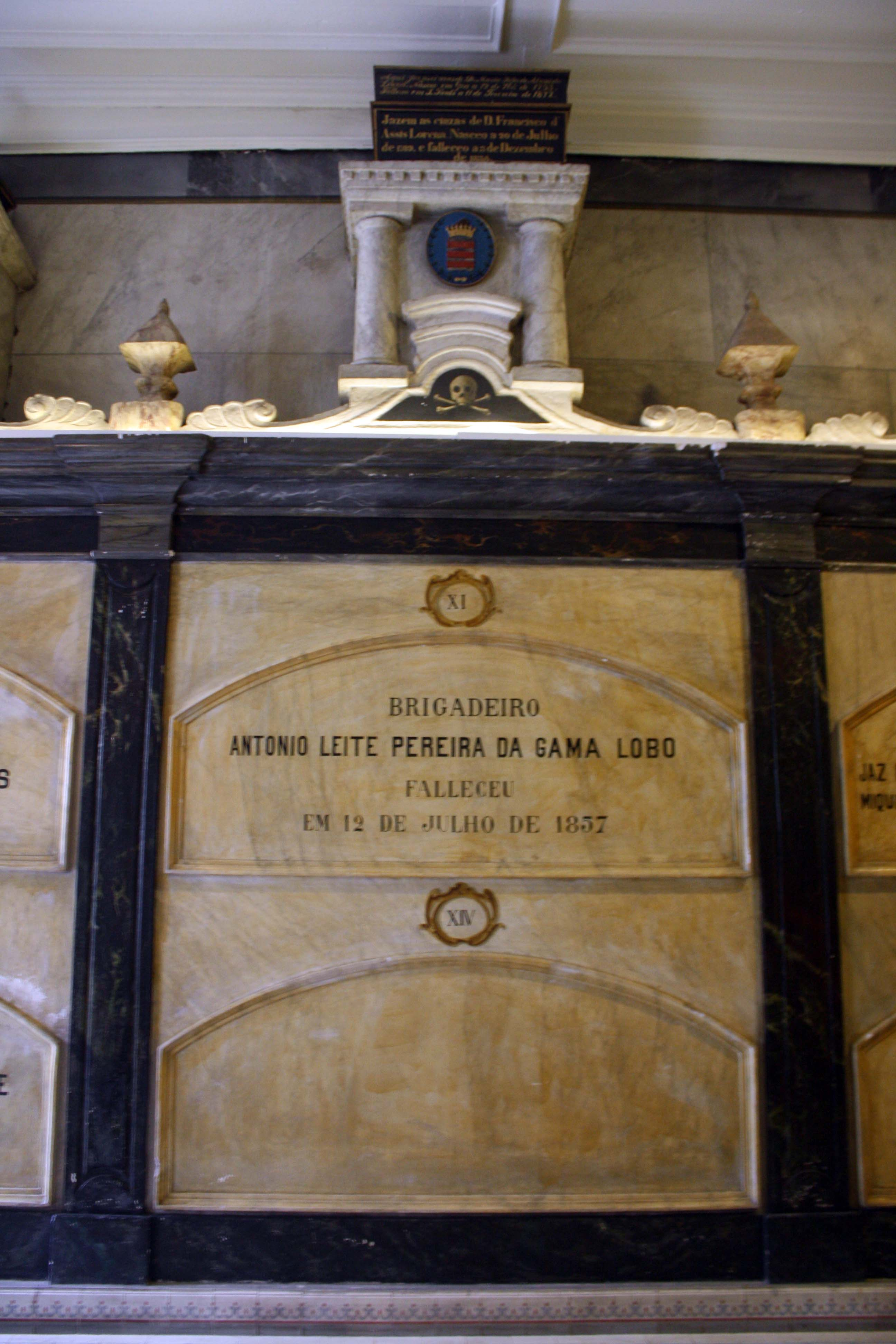
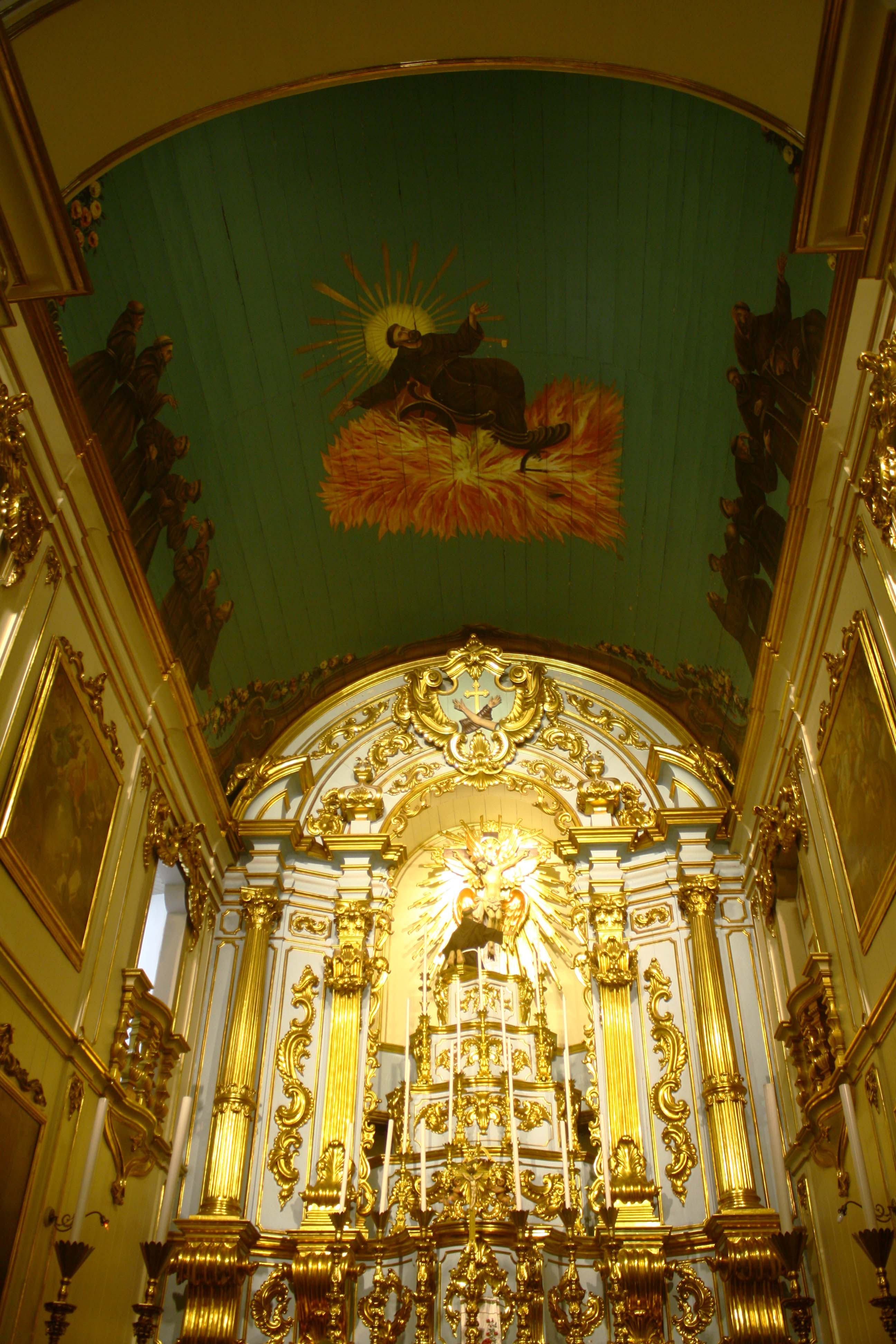
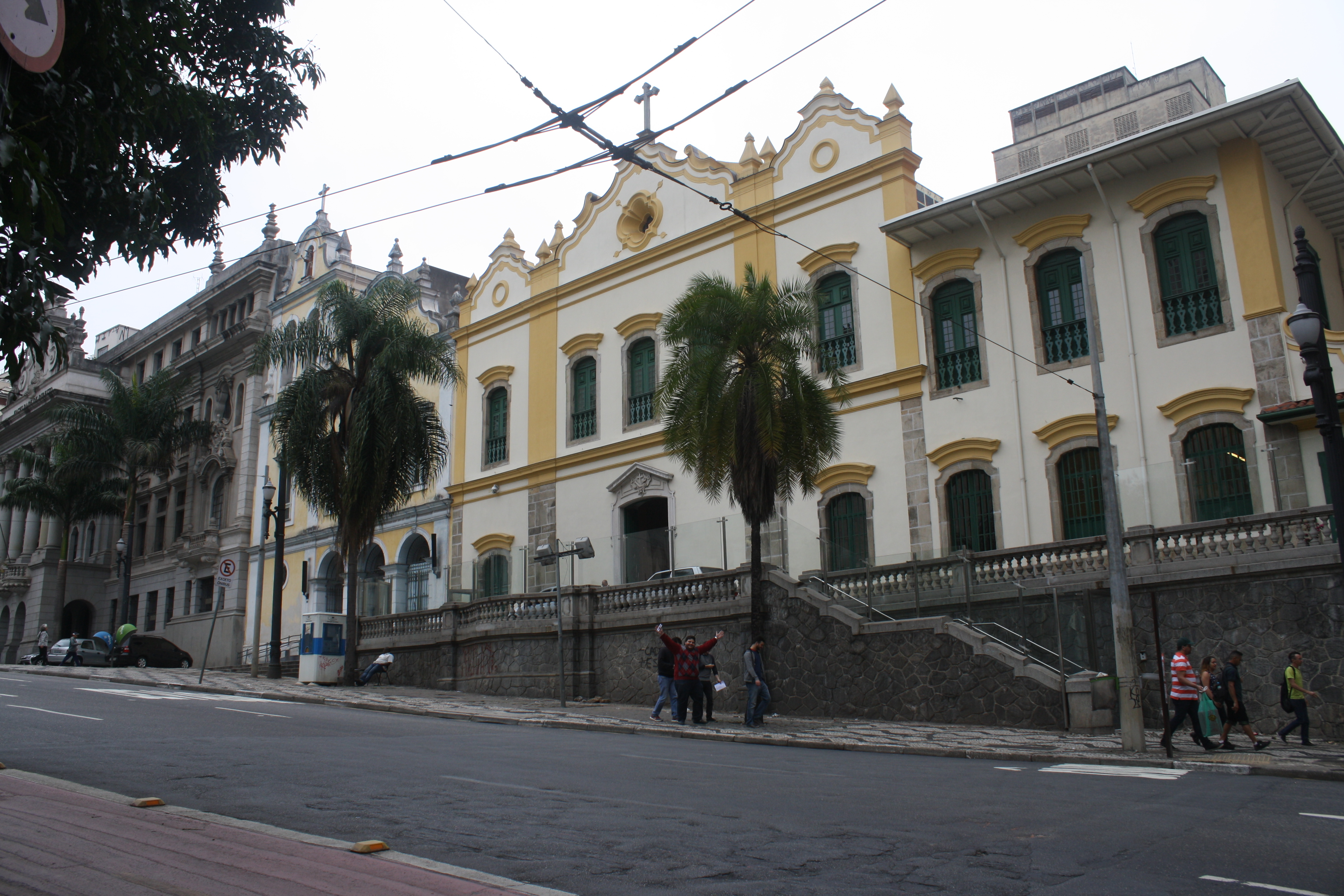